# الیکجارو
الیکجارو (به لاتین: Allikjärve) یک روستا در استونی است که در شهرستان یروا واقع شده‌است.